# 席本楨
席本楨（1601年—1655年8月23日），字寧侯，號香林，蘇州府吳縣人，明朝、南明政治人物。

## 生平
席本楨家中富裕，崇禎年間曾上疏出資八千兩，購買襄陽、樊城穀米賑災，黃希憲將此事上表崇禎帝，授與他文華殿中書舍人，出使慰安唐王朱聿鏼移藩臨汝；以當地不受封，盡心解決使事覆命。弘光帝繼位，席本楨再次再佐餉，加太僕寺少卿：水災旱災時振窮恤貧，救活不少人民。南京失陷，他回歸東山，路振飛來到後接受其計策，練兵保護鄉里，後不接受清朝邀請不仕，舉鄉飲大賓。